# Фройя

Вестготское королевство в 586—711 годах

Фройя (лат. Froya или Froia; казнён в 652 или 653) — знатный вестгот, возглавлявший в 653 году восстание против короля Реккесвинта.

## Биография
О Фройе и возглавленном им восстании сообщается в нескольких раннесредневековых исторических источниках. Из них основные: письмо епископа Сарагосы Тайо епископу Барселоны Квирику и «Мосарабская хроника 754 года».
О происхождении Фройи достоверных сведений не сохранилось. Его недоброжелатели заявляли, что он был евреем, за преступления отлучённым от церкви. Однако эти утверждения, скорее всего, не соответствуют действительности. Один из врагов Фройи, епископ Сарагосы Тайо, даже наделял его эпитетами «губитель», «сумасшедший» и «тиран», противопоставляя «идеальному правителю» Реккесвинту. Возможно, под иудейством Фройи, о котором упоминается в некоторых трудах, следует понимать его симпатии к арианству.
Скорее же всего, Фройя был одним из представителей вестготской знати: вероятно, герцогом (лат. dux) Тарраконской провинции. Скорее всего, его основной обязанностью была охрана северо-восточных областей Вестготского королевства от набегов васконов.
Предполагается, что в 649 году Фройя возглавил ту часть придворных, которая выступила против назначения королём Хиндасвинтом соправителем и преемником своего сына Реккесвинта. Причиной этого, вероятно, стало недовольство многих знатных вестготов проводимой Хиндасвинтом политикой укрепления королевской власти, сопровождавшейся казнями и конфискацией имущества её противников. Не сумев одержать победу с помощью придворных интриг, Фройя и его сторонники в начале 650-х годов бежали во франкскую Аквитанию. Возможно, они также стали жертвами преследований короля Хиндасвинта. В южных областях Аквитании Фройя собрал войско, состоявшее, в основном, из местных васконов, и заключил союз с их жившими к югу от Пиренеев соотечественниками. Тогда же, возможно, он принял королевский титул, о чём упоминал Тайо Сарагосский.
Летом 653 года Фройя из Аквитании выступил с войском в поход в Вестготское королевство, беспрепятственно достиг хорошо укреплённой ещё с римских времён Сарагосы и осадил город. По одному мнению, он планировал отторгнуть от Вестготского королевства его северную часть и стать правителем этих земель. По другому мнению, Фройя намеревался овладеть властью над всем государством вестготов, а Сарагосу использовать как базу для подготовки к походу на Толедо. Одновременно его союзники васконы занялись разорением селений в долине реки Эбро.
Находившийся среди осаждённых епископ Тайо писал епископу Барселоны Квирику, что он в течение многих дней ничего не мог сделать для уменьшения страданий жителей города и даже не мог покинуть Сарагосу, чтобы заняться окормлением жителей её окрестностей. Одновременно союзники Фройи васконы проникли в Тарраконскую провинцию и страшно её опустошили: горцы убили многих христиан, несколько тысяч местных жителей увели в плен и захватили огромную добычу.
Ничего не известно о реакции короля Хиндасвинта на вторжение Фройи. Возможно, только после его смерти 30 сентября или 1 октября 653 года новый вестготский монарх Реккесвинт принял меры для подавления восстания. Уже вскоре после вступления на престол он с войском прибыл к Сарагосе. Возможно, это произошло в ноябре, когда васконы возвратились в свои селения к югу от Пиренеев. Таким образом, Фройя остался только с теми воинами, которых он набрал в Аквитании. Вероятно, это войско было малочисленным, так как оно за несколько месяцев осады так и не захватило Сарагосу. Однако Фройя понимал, что если он не добившись успеха вернётся в Аквитанию, то Реккесвинт значительно укрепит свою власть на севере Вестготского государства. Поэтому Фройя решил вступить в сражение с армией короля. Предполагается, что битва между войсками Фройи и Реккесвинта произошла вблизи Сарагосы. Это было ожесточённое и кровопролитное сражение, победу в котором одержала королевская армия. Множество сторонников Фройи погибли, а сам он был взят в плен и казнён. Публично были казнены и другие пленные мятежники, и только немногим из воинов Фройи удалось возвратиться в Аквитанию.
Желая заручиться поддержкой знати и иерархов Вестготского королевства, Реккесвинт повелел собрать в столице государства новый церковный синод. Это собрание — Восьмой Толедский собор — состоялось 16 декабря 653 года под председательством местного архиепископа Евгения II. Вероятно, Реккесвинт намеревался с помощью участников синода закрепить все те привилегии, которые королевская семья получила при Хиндасвинте. Однако это в значительной степени ему не удалось, так как в обмен на осуждение участников восстания Фройи Реккесвинт должен был согласиться на сокращение королевских прав как в политической, так и в финансовой сферах. Также по настоятельным просьбам духовенства, выраженным в написанном ещё до со собора письме Фруктуоза Брагского к королю, всем участникам мятежа и другим пострадавшим при Хиндасвинте персонам (в том числе тем, которые бежали во Франкское государство) была объявлена амнистия.

## Комментарии
1. ↑  В работах современных историков термин «dux» часто передаётся как «герцог». Однако наряду с другими раннесредневековыми должностями (например, должностью «comes», передающейся как «граф»), «перевод этих терминов весьма условный» и «очевидно, что dux VI в. значительно ближе к вождю, предводителю, чем к герцогу классического Средневековья»[8].
2. ↑  Скорее всего, восстание Фройи произошло в 653 году[2][3][4][6][7][9][10][11][13][19][20][21][22]. Однако есть и другие датировки этого события: 649 год[14], 651 год[23] и 652 год[24].
3. ↑  Ф. Дан датировал смерть Хиндасвинта 652 годом[14][28].